# Batell
Il batèll (plurale batèj; detto anche lucia) è un'imbarcazione storica a remi e/o a vela di piccole dimensioni adoperata dai pescatori del Lago di Como per il trasporto del pescato, ma anche di passeggeri. È la più famosa tra le imbarcazioni lariane, tanto da divenire il simbolo stesso del lago.

## Struttura

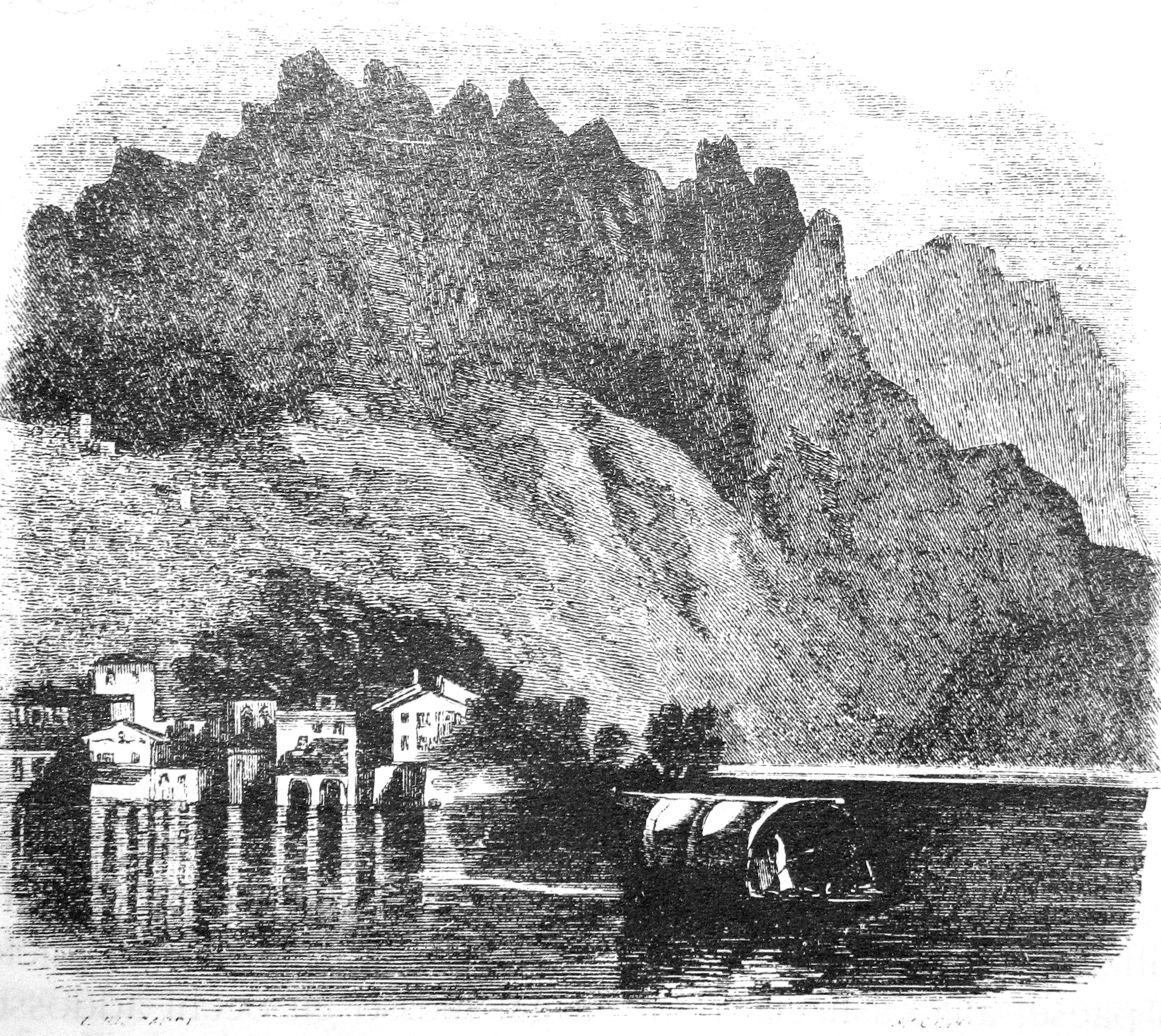
La fuga di Lucia Mondella e la madre Agnese attraversando il lago di Como a bordo di un batell ne I promessi sposi

È una delle più antiche barche del lago, di dimensioni leggermente inferiori a quelle del navett: la lunghezza di solito non superava i sei metri, mentre la larghezza era circa di due metri. Le sponde erano piuttosto alte (non meno di 50 centimetri) e inclinate.
Lo scafo ed i cerchi erano in legno di castagno; in abete i remi ed in rovere gli scalmi che, come per il navett, erano quattro o sei.
Simile al navett sia nella vela sia nella manovra dei remi: la vela aveva dimensioni pari a quelle dello scafo ed era rettangolare.
Normalmente era utilizzato al massimo da due pescatori. Rispetto al navett lo scafo forniva meno spazio per il carico di reti o di pescato, ma permetteva di ospitare passeggeri.

## Evoluzione storica
Nonostante fosse nata come barca da lavoro (pesca o trasporto di merci poco ingombranti), nell'Ottocento fu modificata per essere utilizzata per la navigazione da diporto: venne ridotto lo spazio per il carico, furono aggiunte lunghe panche longitudinali (lungo i fianchi) per i passeggeri e fu introdotto anche il timone. Nel complesso ci fu anche una maggior cura delle finiture, in particolare i terminali delle travi sporgenti e dei frangiflutti di prua. Si utilizzarono anche colorazioni come bianco e celeste su fondo nero e rosso.
Nell'Ottocento i batèj erano utilizzati anche per servizi ausiliari ai piroscafi a vapore, per sbarco o imbarco di passeggeri o corrispondenza in località prive di pontili per l'attracco.
Non è raro vedere nei moli vecchi batèj, anche se molti hanno subito pesanti rimaneggiamenti (soprattutto vetroresina), perdendo le caratteristiche tradizionali.

## Attività sportiva

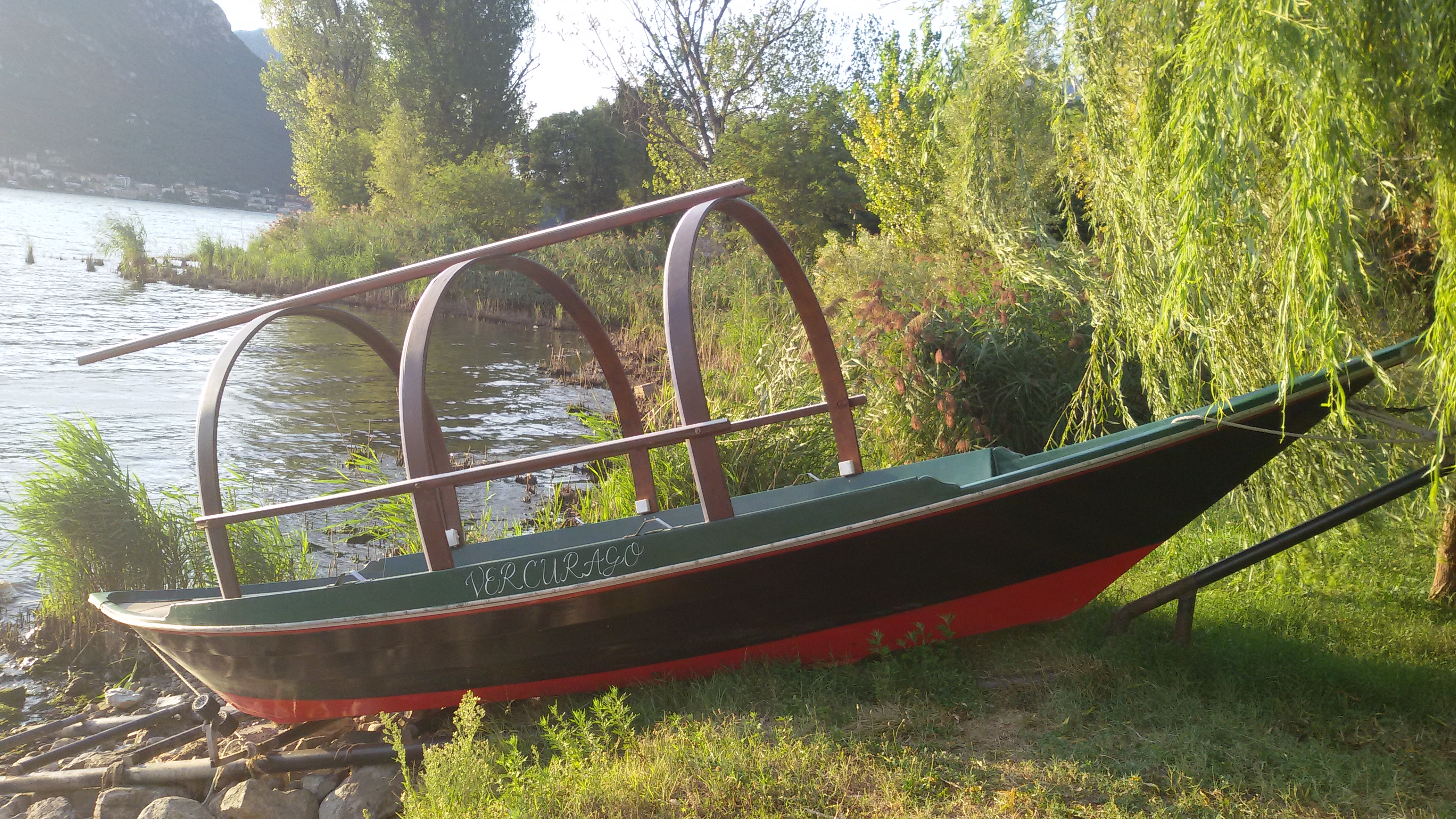
La lucia di Vercurago

L'imbarcazione Lucia è utilizzata per la disputa di manifestazioni sportive sul Lago di Como, organizzate dalla Federazione Italiana Canottaggio a Sedile Fisso. L'appuntamento più importante della stagione agonistica è il Palio remiero del Lario, che ogni anno viene disputato in una località diversa del lago.